# Chemin de fer Spiez–Erlenbach–Zweisimmen

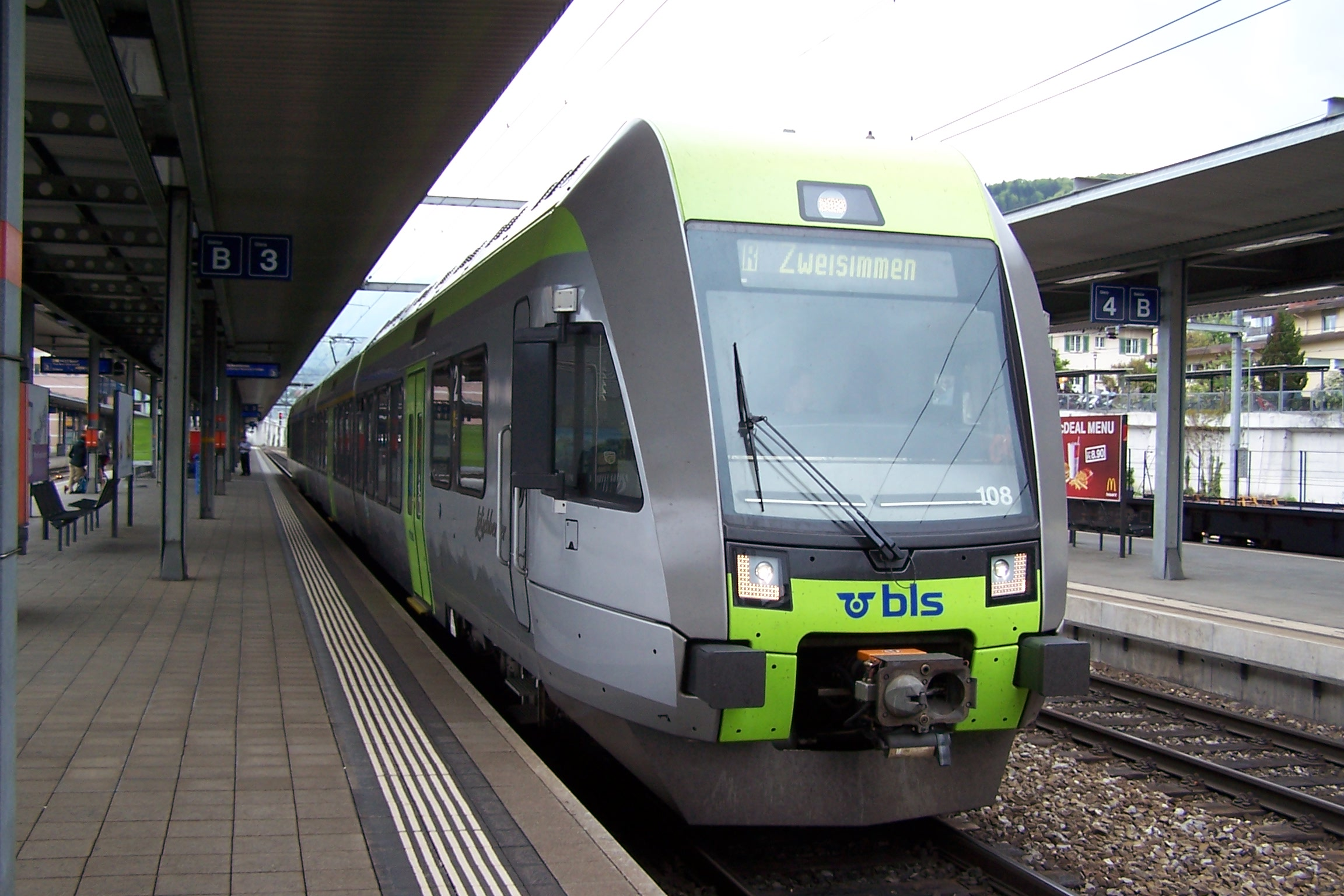
RABe 535 « Lötschberger » pour Zweisimmen en gare de Spiez.

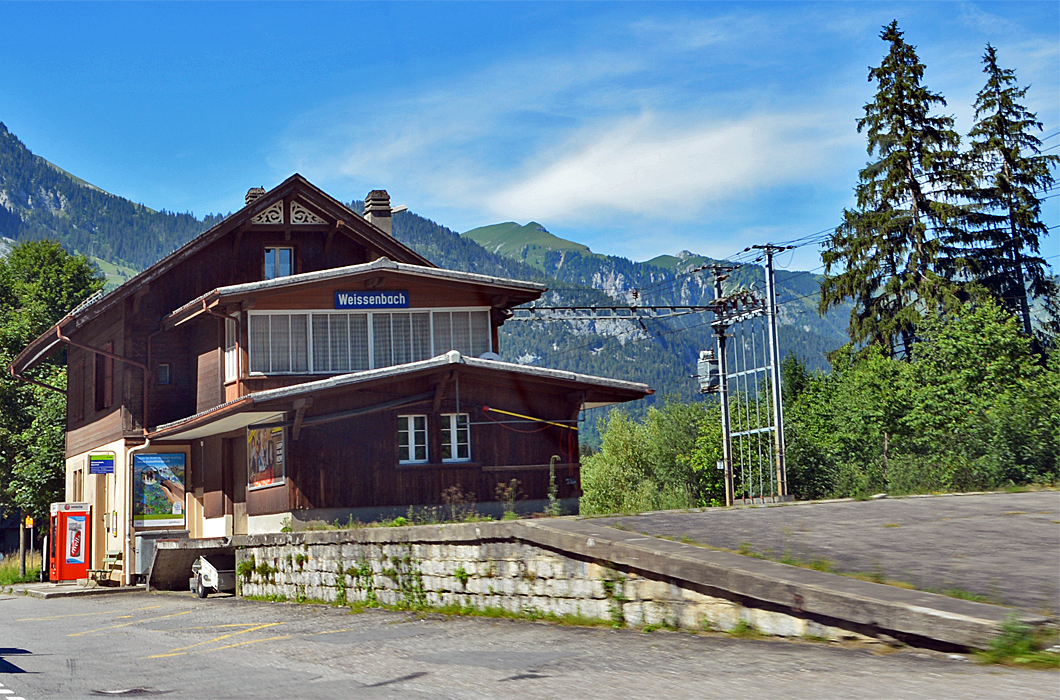
La gare de Weissenbach, sur la commune de Boltigen.

Le chemin de fer Spiez–Erlenbach–Zweisimmen (abrégé SEZ) est une ancienne compagnie de chemin de fer suisse ainsi qu'une ligne ferroviaire qui relie les localités homonymes.

## Historique
La ligne a été réalisée par deux entreprises ferroviaires différentes :

### SEB: Spiez–Erlenbach-Bahn
Le chemin de fer de Spiez à Erlenbach (11,3 km) a mis en service son premier train le 16 août 1897 et électrifia la ligne dès le 1er juillet 1920.

### EZB: Erlenbach–Zweisimmen-Bahn
Le chemin de fer de Erlenbach à Zweisimmen a complété la ligne en ouvrant son tronçon (23,6 km) en date du 30 octobre 1902 ; l'électrification entra en service le 2 novembre 1920, quatre mois après celle du SEB.

### Fusions
Les deux compagnies ont finalement fusionné le 1er janvier 1942 pour devenir le SEZ.
L'entreprise faisait partie des chemins de fer co-exploités par le BLS, avec le chemin de fer Berne–Neuchâtel (BN) et le Gürbetal–Bern–Schwarzenburg (GBS). Les quatre compagnies ont été regroupées en juin 1997 sous l'identité unique BLS.

## Infrastructure
Dès l'origine, la ligne est à voie unique, avec huit gares permettant le croisement des convois.
Elle comprend quatre tunnels totalisant 372 m, et six ponts pour une longueur totale de 488 m.

### Électrification
L'électrification à la tension de 15 kV - 16 ⅔ Hz est la norme standard sur le réseau ferré suisse à voie normale.